# Edsel Ford
Edsel Bryant Ford (Detroit, 6 novembre 1893 – Grosse Pointe Shores, 26 maggio 1943) è stato un imprenditore statunitense.

## Biografia
Figlio di Henry Ford, fondatore della casa automobilistica Ford, è stato presidente dell'azienda di famiglia dal 1919 al 1943. È il padre di Henry Ford II, e nel 1968 è stato iscritto nella Automotive Hall of Fame. Nel 1936 fondò assieme al padre la Ford Foundation, fondazione filantropica tra le maggiori al mondo e attualmente al secondo posto per il budget negli Stati Uniti dopo la Bill & Melinda Gates Foundation. Morì per un cancro allo stomaco a 49 anni.